# Chirbat al-Faras
Chirbat al-Faras (arab. خربة الفرس) – miasto w Syrii, w muhafazie Tartus. W 2004 roku liczyło 1113 mieszkańców.